# Франц Карл фон Саксония-Лауенбург
Франц Карл фон Саксония-Лауенбург (на немски: Franz Karl von Sachsen-Lauenburg, * 2 май 1591, † 30 ноември 1660 в Нойхауз) от род Аскани е принц от Саксония-Лауенбург и генерал през Тридесетгодишната война.
Франц Карл е син на херцог Франц II от Саксония-Лауенбург (1547–1619) и втората му съпруга Мария (1566–1626), дъщеря на херцог Юлий от Брауншвайг-Волфенбютел.
Франц Карл започва военна служба. На 19 септември 1628 г. Франц Карл се жени за Агнес (1584–1629), вдовица на херцог Филип Юлиус от Померания-Волгаст (1584–1625), дъщеря на курфюрст Йохан Георг от Бранденбург.
Той става член на литературното общество Fruchtbringende Gesellschaft.
През 1637 г. Франц Карл става католик и започва служба при императора като генерал. С помощта на императора Франц Карл се жени на 27 август 1639 г. в Шопрон за Катарина фон Бранденбург, много богатата вдовица на княз Габриел Бетлен от Трансилвания. Съпругата му продава цялата си унгарска собственост и отива при него в Германия, където умира през 1644 г. Франц Карл се жени отново през 1651 г. за графиня Христина Елизабет от Мегау, вдовица на фрайхер Христоф Адолф фон Тойф. След напускането на военната служба той пътува из Италия. Трите му брака са бездетни, но той има извънбрачни деца.